# 834

## Събития
- Първи набег на викингите срещу Дорестад.